# Brodogradilište Ivanko
Brodogradilište Ivanko je bilo jedno od najstarijih hrvatskih brodogradilišta suvremenog doba u Splitu. Osnovano je 1893. godine. Dinko Ivanko je u gradskoj luci podno Katalinića brijega sagradio malu baraku, početak budućeg škvera Ivanko. Prvih pet godina radilo se mali remont i nakon toga prvi jedrenjak. Ponio je ime “Slavni Vis”. Brodogradilište Ivanko je bila nezaobilazna postaja parobrodima kad je trebalo nešto popraviti. Brodogradilište je poslije dokapitalizirano s novim dioničarima te je promijenilo ime u Brodogradilište D. Ivanko i drugovi. Od 1909. asortiman brodogradilišta su i (drveni) brodovi s motorom. Zbog prvoga svjetskog rata brodogradilište je manje radilo i uložena glavnica nije se mogla vraćati. Od 1916. obavljaju i remonte željeznih brodova.
Sa skupinom splitskih gospodarstvenika je 17. ožujka 1918. osnovano novo društvo za gradnju, popravak, kupnju i prodaju brodova, naziva Splitsko brodogradilište Jug, u kojem je Dinko Ivanko postao tehnički poslovođa. 1925. godine preselilo je u splitsku sjevernu luku.